# Ерік Моралес
Ерік Моралес (ісп. Erik Morales; 1 вересня 1976, Тіхуана, Баха Каліфорнія, Мексика) — мексиканський професійний боксер. Чемпіон світу у другій легшій вазі за версіями WBC (1997—2000) і WBO (2000), у напівлегкій вазі за версією WBC (2001—2002, 2002—2003) у другій напівлегкій вазі за версіями WBC (2004) і IBF (2004) та в першій напівсередній за версією WBC (2011). Загалом переміг 18 боксерів за титул чемпіона світу у чотирьох вагових категоріях.